# Enrico Persico
Enrico Persico (Roma, 9 agosto 1900 – Roma, 17 giugno 1969) è stato un fisico italiano.
Fu tra i primi teorici a diffondere la meccanica quantistica in Italia, scrivendo uno dei primi manuali sull'argomento. Ha inoltre dato contributi in fisica teorica, fisica matematica, spettroscopia, fisica atomica e fisica delle macchine acceleratrici.

## Biografia
Figlio unico di Gennaro e Rosa Massaruti, entrambi di origini napoletane, si iscrisse al Liceo classico Umberto I di Roma, dove conobbe Enrico Fermi, con cui rimarrà in amicizia fino alla prematura scomparsa di quest'ultimo. Entrambi, sotto la guida del loro comune insegnante di fisica Filippo Eredia, svilupparono la passione per le scienze esatte e naturali.
In amicizia anche con Edoardo Amaldi, Franco Rasetti ed Emilio Segrè, dopo il diploma Fermi entrò alla Normale di Pisa mentre Persico si iscrisse all'Università di Roma. Durante questi anni universitari, i due intrattennero una fitta corrispondenza epistolare su numerosi aspetti e diverse questioni della fisica, molto importante dal punto di vista storico ed ora conservata presso la Domus Galileiana di Pisa. Persico si laureò nel 1921 sotto la guida di Orso Mario Corbino, di cui divenne subito dopo assistente all'Istituto di Fisica, rimanendovi fino al 1927. Nel 1924 aveva conseguito la libera docenza in fisica sperimentale e l'anno successivo passò alcuni anni in Inghilterra, dove conobbe Arthur Eddington e Paul Dirac.
Nel periodo di assistentato romano, oltre ad occuparsi della nuova fisica atomica, Persico svolse attività didattica e di ricerca anche presso l'Osservatorio astronomico del Campidoglio, diretto da Alfonso Di Legge, compiendo studi e ricerche in relatività, astronomia, astrofisica.
Assieme a Fermi e Aldo Pontremoli, nel 1926 vinse, collocandosi al secondo posto dopo Fermi (che ebbe la cattedra a Roma) e prima di Pontremoli (che andò a Milano), il primo concorso per l'insegnamento della Fisica Teorica bandito in Italia e voluto da Orso Mario Corbino, ottenendo la cattedra all'Università di Firenze a soli 26 anni.
All'Istituto di Fisica di Arcetri, diretto da Antonio Garbasso, oltre a continuare negli studi e nelle ricerche in fisica atomica, ebbe un ruolo di primo piano nel creare una scuola di fisica in cui si formarono diversi fisici dell'epoca, fra cui Bruno Rossi, Gilberto Bernardini, Giuseppe Occhialini, Giulio Racah, Daria Bocciarelli e Lorenzo Emo Capodilista. In particolare, Persico tenne dei corsi di fisica teorica sulla nuova meccanica quantistica, dalle cui note di lezione, compilate a partire dal 1927, redigerà uno dei primi trattati sull'argomento, dal titolo Fondamenti della meccanica atomica, pubblicato dalla Zanichelli nel 1936 e ben noto anche all'estero. A Firenze, Persico tenne vari insegnamenti fra cui fisica teorica, fisica medica, meccanica razionale, geofisica e fisica matematica.
Nel 1929, per la tragica morte di Pontremoli, gli fu offerta la cattedra di fisica teorica dell'Università di Milano, che non accettò, optando, l'anno successivo, per la stessa cattedra dell'Università di Torino, per volere di Francesco Giacomo Tricomi, rimanendovi fino al 1947. Come a Firenze, anche qui a Torino, oltre alla ricerca in fisica atomica e nucleare e meccanica quantistica, si premurò alla formazione degli allievi, fra cui ricordiamo Ugo Fano, Gian Carlo Wick, Nicolò Dallaporta, Luigi Radicati di Brozolo, Marcello Cini, Renato Malvano e Augusto Gamba. A Torino, promosse anche studi e ricerche di epistemologia e storia della scienza, studi che sfociarono nell'esperienza del Centro di Studi Metodologici, secondo il quale la metodologia della scienza doveva essere svolta dagli scienziati stessi e non dai filosofi. Persico porta nella discussione metodologica il suo contributo come scienziato attivo che ha meditato sui problemi della fisica moderna e sui fondamenti del metodo scientifico.
Scoraggiato dalle rovine lasciate dal conflitto, decise, nel 1947 di trasferirsi  all'Istituto di Fisica di Laval in Québec, alla cattedra lasciata dal suo amico Franco Rasetti (trasferitosi negli USA), dove rimase fino al 1950. Qui diresse l'Istituto di Fisica e compì prevalentemente ricerche spettroscopiche. L'anno successivo, però, rientrò in Italia, all'Università di Roma, dove ricoprì le cattedre di Fisica Superiore, di Fisica Matematica (con assistente Tino Zeuli) e di Fisica Teorica.
A Roma, si dedicò soprattutto alla nuova fisica delle particelle e le macchine acceleratrici, alcune delle quali in costruzione presso l'INFN curandone gli aspetti sia teorici (dal punto di vista didattico, tenendo i primi corsi sull'argomento) che tecnico-sperimentali. Alla Scuola di perfezionamento in fisica nucleare istituita dall'INFN, in cui insegnerà dal 1954 in poi, si formeranno numerosi futuri fisici sperimentali che svolgeranno un ruolo fondamentale nella fisica delle alte energie. Si occupò anche di fisica dei plasmi e di fisica dei reattori nucleari.
Tuttavia, non tralasciò mai la cura della didattica universitaria della fisica e delle scienze, scrivendo degli apprezzati testi universitari e divulgativi.
Era, tra l'altro, socio dell'Accademia delle Scienze di Torino e dell'Accademia Nazionale dei Lincei che, per onorarne la memoria, ogni anno bandisce delle borse di studio in suo nome.
Si spense a Roma, il 17 giugno 1969.

## Opere principali
- Tullio Levi-Civita, Lezioni di calcolo differenziale assoluto, raccolte e compilate dal Dott. Enrico Persico, Roma, Alberto Stock Editore, 1925.
- Istituzioni di matematica ad uso dei chimici e dei naturalisti, Roma, Dispense della R. Università di Roma, 1925.
- Tullio Levi-Civita, Fondamenti della meccanica relativistica, redatti dal Prof. Enrico Persico, Bologna, Nicola Zanichelli Editore, 1928.
- Lezioni di meccanica razionale, redatte ad uso degli studenti nell'anno accademico 1927-28, Firenze, Litografia A. Cappelli, 1928 (più volte stampate).
- Lezioni di meccanica ondulatoria, redatte da Bruno Rossi e Giulio Racah, Firenze, Tip. G. Filippini, 1929 (Padova, CEDAM, 1930, 1935).
- Elementi di fisica e chimica, per le scuole di avviamento al lavoro, Bologna, Nicola Zanichelli Editore, 1931 (con successive edizioni).
- Ottica, fa parte del Trattato Generale di Fisica a cura del CNR, Volume N. 3, Milano, Vallardi, 1932 (con successive ristampate anastatiche edite da Zanichelli).
- Fisica, ad uso degli istituti magistrali, Bologna, Nicola Zanichelli Editore, 1932 (con successive edizioni).
- Lezioni di meccanica razionale, redatte per uso degli studenti nell'anno accademico 1933-34, Torino, Lito-tipografia Felice Gili, 1933.
- Fondamenti della meccanica atomica, Bologna, Zanichelli, 1936 (1939) (con successive ristampe anastatiche).
- Lezioni di fisica matematica, raccolte e compilate dal Dott. Tino Zeuli, Torino, Tip. A. Viretto, 1937.
- Fisica (con Enrico Fermi), per le scuole medie superiori, Bologna, Nicola Zanichelli Editore, 1938 (con successive edizioni).
- Fisica (con Enrico Fermi), per gli istituti tecnici commerciali, Bologna, Nicola Zanichelli Editore, 1940 (con successive edizioni).
- Questioni di matematica applicata (a cura di), Bologna, Nicola Zanichelli Editore, 1940.
- Max Planck, La conoscenza del mondo fisico, edizione italiana tradotta e curata da Enrico Persico, Torino, Giulio Einaudi editore, 1941.
- Introduzione alla fisica matematica, con la collaborazione di Tino Zeuli, Bologna, Nicola Zanichelli Editore, 1941 (III edizione, 1960, 1971).
- Lineamenti della struttura della materia, Torino, Libreria tecnica editrice V. Giorgio, 1944.
- I nuclei atomici, Roma, Tip. V. Ferri, 1948.
- Fundamentals of Quantum Mechanics, New York, Prentice-Hall, 1950 (1963).
- Lezioni di ottica elettronica, raccolte da L. Tau, Roma, Tip. Marves, 1951.
- Lezioni sugli acceleratori di particelle, a cura di G. Caglioti, N. D'Angelo e A. Reale, Roma, Tip. Conti & Pioda, 1954.
- Metodi di analisi delle radiazioni. Radiazioni elettromagnetiche, a cura di Romano Bizzarri, Roma, La Goliardica, 1954.
- Le radiazioni, a cura di Romano Bizzarri, Roma, La Goliardica, 1957.
- Fisica del reattore, lezioni raccolte da G. Riguzzi, Roma, INFN, 1958.
- Lezioni sulle macchine acceleratrici, a cura di E. Ferrari e S.E. Segre, Roma, INFN, 1958.
- Gli atomi e la loro energia, Bologna, Zanichelli, 1959 (con successive ristampe anastatiche).
- Appunti di fisica: teorie quantistiche, raccolte da B. De Tollis, Roma, INFN, 1961.
- Corso di fisica teorica, appunti dalle lezioni raccolti a cura di R. Rosei e P. Rotoloni, Roma, Edizioni Ilardi, 1962.
- Lezioni sulla fisica del reattore, a cura di G. Riguzzi, Roma, CNEN, 1963.
- Guida alla lettura dell'inglese tecnico, Bologna, Zanichelli, 1965.
- Principles of particle accelerators (con Ezio Ferrari e Sergio E. Segre), New York, W.A. Benjamin, 1968.